# 鋁化鎳
铝化镍（Nickel aluminide）指鋁與鎳以任何比例組成的所有化合物，通常指Ni3Al或NiAl，因其耐腐蚀、低密度和易于生产被广泛使用 。
Ni3Al作为镍基超合金中的强化γ'相沉淀物，允许高温强度（high-temperature strength）达到其熔融温度的0.7-0.8，具有特殊意义 ；NiAl的密度低（低于Ni3Al）、导热性良好、抗氧化、熔點高。 这些特性使它們成为特殊高温应用的理想选择，例如燃气轮机和喷气发动机叶片上的涂层。然而，这两种合金都具有在室温下非常脆的缺点。Ni3Al在高温下仍然很脆，但其晶體結構為單晶而非多晶時可以具有延展性。另外，将金刚石嵌入铝化镍底基中可以製造非常耐磨的材料。

## Ni3Al
多晶体Ni3Al基合金的主要问题是室温和高温下的脆性，通常歸因於排差无法在高度有序的晶格中移动，大大減少了Ni3Al合金的應用可能性。1990年，有研究顯示加入少量的硼可以抑制晶间断裂，使合金的延展性大幅提高。解決Ni3Al的脆性問題後，學術界的研究重点转向提高合金的结构性能。
如前所述，NiAl3基合金在γ中形成的γ'沉淀物可以強化合金。γ'沉淀物在NiAl3基合金中的體積百分濃度非常高（達80%），使研究人員對其在合金生命周期中的變化非常感興趣。研究重點之一是这些γ'沉淀物在高温（800℃至1000℃）下的粗化，这大大降低了这些合金的强度。这种粗化是γ+γ'相中的界面能和弹性能之间的平衡造成，此趨勢幾乎無法永久或長期避免，当前的研究试图透过添加其他元素来減緩这个问题。诸如铁、铬和钼等元素已被证明可以创造出独特的多相结构，可以显著提高NiAl3基合金在1000℃下持續1000小时的抗蠕变性。这种抗蠕变性归因于不均匀的沉淀物Cr4.6MoNi2.1的形成，它＂釘住＂了排差并阻止γ'相进一步粗化。添加铁和铬也大大增加NiAl3基合金的可焊性，尽管它的生产很容易，而且成本很低，但其工业操作仍然有待研究。总的来说，NiAl3在镍基合金中作为一种优秀的强化沉淀物，是高温、承重应用的理想材料，目前正在研究如何通过添加其他元素来解决材料的缺陷。

## NiAl
NiAl有兩個主要缺陷：低温時（<330°C）非常脆，且在高溫（＞550℃）时强度快速降低。脆性归因于反相界（anti-phase boundaries）的高能量以及沿晶界的高原子秩序。这些缺點通常透过添加其他元素来解决。根据微观结构的影响，尝试的元素可以分为三组：
- 形成三元金属间相的元素，如鈦和鉿[10]。
- 形成假二元共晶的元素，如鉻[10]
- 在NiAl中具有高溶解度的元素，如鐵、鈷和銅[10]

在這些元素中，鐵、鈷和鉻已經被證明更有效，由于γ相的形成改变了β相晶粒，使它們極大地提高了室温延展性和热加工性。鐵、鎵和鉬的合金也已被证明可以显着提高室温延展性。添加鉻、鎢和鉬等难熔金属，不仅可以提高室温延展性，还可以增加高温下的强度和断裂韧性，这是由于形成了独特的微观结构，如共晶合金Ni45.5Al9Mo和α-Cr包裹体，有助于固包裹体溶硬化。甚至还显示，这些复杂的合金（Ni42Al51Cr3Mo4）有可能通过增材制造工艺（如选择性激光制造selective laser manufacturing）进行制造，大大增加了这些合金的潜在应用。

## IC-221M
IC-221M是一種Ni3Al合金，由Ni3Al、硼和铬、钼、锆等金屬结合而成。添加硼可以有效改变合金的晶界化学性质並促进晶粒细化，進而增加延展性。該材料的霍尔-佩奇参数（the Hall-Petch parameters）为σo=163MPa和ky=8.2MPaˑcm1/2。
这种合金相对其重量来说是非常强大的，比普通的SAE 304不锈钢强五倍。与大多数合金不同，IC-221M的强度在室温~800℃時呈現上升。
该合金非常耐热、耐腐蚀，并被用于热处理炉和其他应用，其较长的使用寿命和减少的腐蚀使其比不锈钢更具优势。 

### 特性
- Ni3Al具有L12型立方晶体结构，晶格参数a=355.9pm。
- 密度=7.16g/cm3
- 屈服强度=855MPa
- 硬度=HRC12
- 导热系数Ni3Al=28.85 (W/m.K) [16]
- 导热系数NiAl=76 (W/m.K) [16]
- 熔点Ni3Al=1668K
- 熔点NiAl=1955K
- 热膨胀系数=12.5 (10-6/K)
- 化學鍵=共价、金属
- 电阻率=32.59 (10-8Ωm)